# Жердова
Жердова́ — село в Україні, у Великодимерській селищній громаді Броварського району Київської області. Населення становить 349 осіб. Загальна площа землі в адміністративних межах колишньої Жердівської сільської ради — 5152,9 га, якій були підпорядковані 7 населених пунктів — Вільне, Захарівка, Покровське, Михайлівка, Підлісся, Тарасівка.

## Географія
Розташоване на північний схід від Києва. Дістатися до села можна автобусом Київ — Жердова з автостанції «Дарниця», залізницею. Відстань від станції Бобрик до зупинного пункту приміських електропоїздів Жердова 5 км, від станції Київ-Пасажирський — 50 км.

## Історія
Поселення засновано у 1858 році (за іншими даними у 1840 році) в Жердовій долині, біля лісу, неподалік залізничної станції. Пізніше навколо Жердови, на вільних землях виникло ряд поселень — хуторів: Підлісся, Вільне, Захарівка, Першотравневе, Покровське, Михайлівка. Перед першою світовою війною засновуються поміщицькі капіталістичні економії — Мацька і Карнаухова. У радянські часи в Жердові було створено велику сільськогосподарську комуну.
Територіальна громада Жердови налічує 2623 жителів.

### Перекази
Існують дві версії походження назви села:
- садиба Танських була огороджена жердинами;
- пов'язана з розташуванням села серед боліт та річок. За легендою, запорізькі козаки при переході на північ, розбивали табір на цьому горбку між боліт — ставили з жердин шатро, зносили сіно чи бур'ян. На наступний рік на цьому місці лишалося лише шатро з жердин і на питання: «Де будемо ночувати?» козаки відповідали: «Біля жердин, у Жердовій долині».

### Минуле
Вперше Жердова згадана у документах у 1472 році. Тоді київський зем'янин Григорій Богданович Потапович випросив у польського короля підтвердження на купівлю маєтку від київської зем'янки Михайлової Морозової. Про що залишено запис у Руській (Волинській) метриці.
У Жердівській долині, між урочищем Шкапиним і Горовим, світильнянські пани, брати Танські, купили землі і поселили чотири родини кріпаків — Динникових, Ковалів, Лозікових-Лозицьких, Шилових. Пізніше виміняли за собак Вєтрових (ковалі), Асташенкових (згодом вони стали називатись Осташенками), Тулупових (кухарі) із Асташківського повіту Тверської губернії, а в остерського поміщика — кріпачку Онанко. За даними «Списку населенных мест по данным 1859 года по Черниговскоъ губернии» у Жердові було 8 дворів, проживало 65 осіб (31 чоловік, 34 жінки). Згодом пани Танські, котрі мали своє обійстя у Свиноїдах, пересилили і свиноїдців, які постраждали від деснянської повені.
У 1897 році поселення мало статус села, бо на території поселення була розташована родова (Танських) церква. За першим всеросійським переписом в селі було 19 дворів, у яких проживало 125 осіб. Село мало одну вулицю — від повороту на Захарівку до повороту на Куйбишев, кладовище було розташовано за селом (тепер у центрі).
У 1898 році була відкрита Київсько-Воронезька залізниця, завдяки старанням київського генерал-губернатора О.Бібікова, поруч з Жердовою виникає станція Бобрик. Це сприяє підвищенню цін на землю, внаслідок чого землю у Танських скуповують поміщики Ширяєв, Мацко та Карнаухов, які на відміну від попередників були не кріпосниками-поміщиками, а хазяєвами - капіталістами:
- Мацко виявив у низовині Вільховик (Калошине) запаси керамічної глини і збудував велику цегельню на східній околиці Жердови (до сьогодні у Києві є будинки з жовтої високоякісної цегли з літерою «М»);
- Карнаухов будує в центрі Жердови високопродуктивну сільськогосподарську економію, у якій було створене племінне тваринництво, виключно голландської та англійської порід корів. Борошно надтонкого помолу з парового млина експортувалося до Європи, зокрема до Франції. У селі був водогін: досі існує свердловина для глибинної води (386 м), яка забезпечувала водою і винокурню і всі технічні служби. Над ставом у ряд стояли дві цистерни спиртосховища, кожна місткістю 2 тис. т спирту (16 м діаметром, 10 м висотою). У господарстві Карнаухова працювали дипломовані агроном і садівник. Дубово-липовий парк займав більш ніж 10 га, збереглися декілька лип і дубів майже півтора метра в діаметрі. До сьогодні збереглись лише будівля винокурні (тепер — сільський клуб), 1/18 частина панського двоповерхового будинку (крамниця), овочефруктосховище (церква московського патріархату) і окраса села «Марусин курінь» — будинок-дача Марії Заньковецької та Миколи Садовського. Юрій Карнаухов був племінником Марії Заньковецької і на честь знаменитої тітки-акторки звів великий красивий будинок (в той час було поширене меценатство).

### XX сторіччя
Під час революції пан Карнаухов щез, за переказами у Бобровицю, його землі було розділено на двори. З 1919 року в селі встановлено радянську владу. Спиртовий завод, вальцьовий млин, цегельний завод, що належали Карнаухову, були націоналізовані і передані у розпорядження підсобного господарства Південно-Західної залізниці (Радгосп артелі Агрослужби М.К.В.залізн.).
У 1919 році в урочище Горовий хутір (економія поміщика Ширяєва) було створено ТСОЗ, у яке об'єдналось 20 сімей, що переселилися з с. Свиноїди. У 1923 р. товариство було об'єднано в комуну «Жовтнева революція» разом з ТСОЗ сіл Покровське та Велика Димерка. У 1925 р. в комуні з'явився перший трактор «Фордзон», першим трактористом був Ісаак Павлович Лисенко. До комуни не ввійшли місцеві жителі, членами комуни були переселенці з сіл Свиноїди, Пухівка та Велика Димерка, певною мірою створення комуни на колишніх панських підприємствах і землях мало політичний характер. Члени комуни забезпечувались квартирами і безкоштовним утриманням. Круг будинків ріс доглянутий (ще панський) парк, квітники, розбиті алеї, бесідки. Комуна була зразком майбутнього комуністичного раю. На території комуни діяли бібліотека, драмгурток, спортивний гурток, на 50 чоловік стрілецький гурток, товариства «Осоавіахім», «Геть неписьменність!», дитячий садок. За кадрами кінохроніки Української студії хронікально-документальних фільмів 1932 р. в селі було багато дітей. Комуна проіснувала 10 років.
1923 - хутір Жордова Гоголівського району Київської округи, 46 дворів, 219 мешканців.
У 1930 році колективізація в селі закінчилась об'єднанням селян в чотири колгоспи: в селі Жердова — колгосп ім. Леніна, на хуторі Захарівка — колгосп «Зелений гай», на хуторі Куйбишевому — колгосп «Зірка», на хуторі Тарасівка — колгосп ім. Т.Шевченка.
Після розпаду комуни, комунари будували собі хати. Глиняний та Рябий хутори — це комунарські вулиці.

## Сьогодення
У Жердівському краї працюють підприємства: «Агро-Інтер» — з переробки соняшника; «Росинка» — з виготовлення столярних виробів; «Скіф» — з переробки риби. Працює 7 магазинів, виїжджає автокрамниця.

## Освіта
Першу школу в Жердові утримував Юрій Карнаухов. Навчання і бібліотека при школі були безкоштовні.
У 1920 році (дані не точні) в селі відкрили початкову школу на три класи. Школі було виділено земельну ділянку 0,5 десятин землі, де велися трудові та дослідницькі роботи. Учителював Андрій Григорович Глухенький — випускник гімназії, 24 роки, згодом учителем став Петро Корнійович Гермащенко. У 1928 році збудовано нове приміщення школи, у 1933 році школу реорганізують у семирічну.
Після війни семирічна школа була у будинку Марії Заньковецької. Вчителювали: Герман Єлізарович Петров (математика), Микола Андрійович Дідан (українська мова), Зінаїда Костянтинівна Панчева (російська мова і література); директором був Володимир Петрович Богачевський. До школи ходили діти з Покровського, Михайлівки, Підлісся, Тарасівки.

## Особистості
- Надія Приходько — українська поетеса, закінчила Жердівську семирічку;
- Коваль Олександр Іванович — народний артист України, кінорежисер-кінооператор, народився і мешкає у Жердові.